# Joel och Ethan Coen

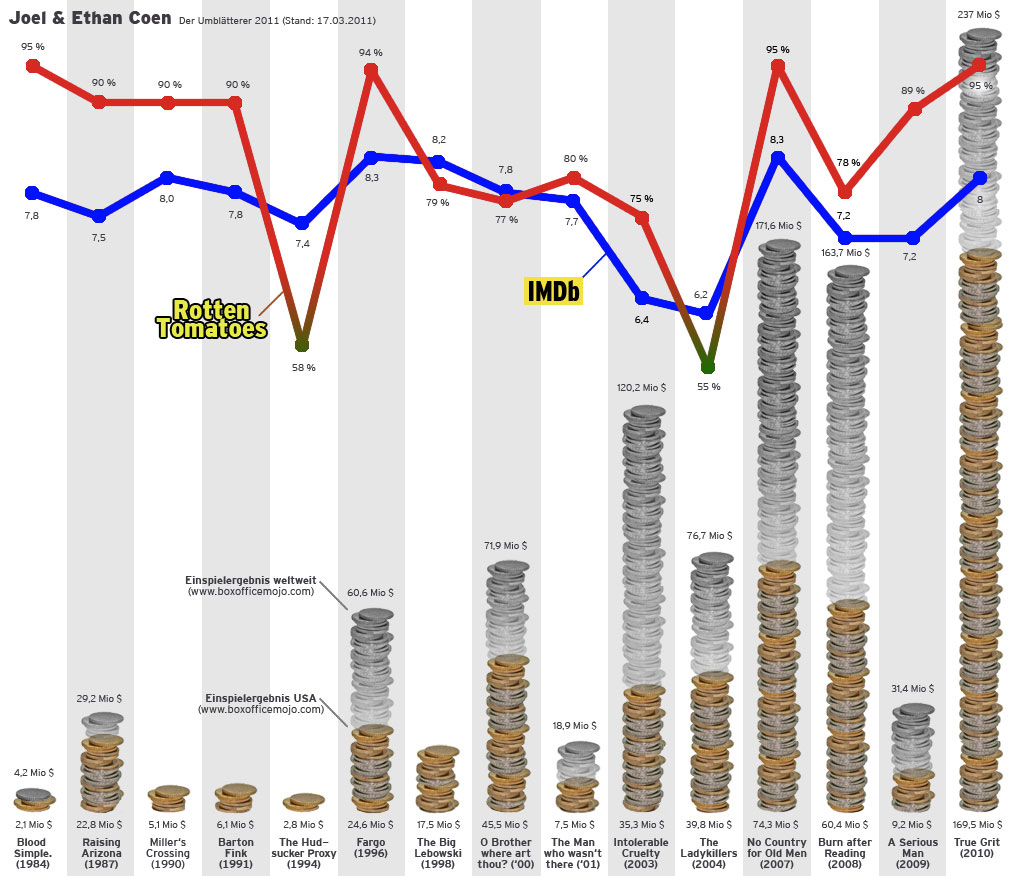
Diagram skapat den 17 mars 2011 över 15 Coen-filmer som visar framgång på biljettintäkterna, betyg på IMDb och positiva recensioner på Rotten Tomatoes.

Joel Coen (född 29 november 1954 i Minneapolis, Minnesota) och Ethan Coen (född 21 september 1957 i Minneapolis, Minnesota) är amerikanska filmregissörer, manusförfattare och filmproducenter. Inom filmvärlden benämns de ofta som Bröderna Coen eftersom de skapar de flesta av sina filmer tillsammans. 
De belönades med Guldpalmen 1991 för filmen Barton Fink och en Oscar för Fargo 1996. De belönades även med tre Oscar för No Country for Old Men (2007) vid Oscarsgalan 2008 i kategorierna bästa regi, bästa film och bästa manus efter förlaga. Vid Filmfestivalen i Cannes 2013 belönades Inside Llewyn Davis med Juryns stora pris.
Joel Coen är gift med Frances McDormand sedan 1984. Hon är en av de skådespelare som ofta medverkar i Coens filmer, liksom Steve Buscemi, John Goodman, Jon Polito och John Turturro. Ethan Coen är gift med Tricia Cooke sedan 1993 och har två barn och bor i Manhattan, New York.
Ethan Coen har även skrivit böcker, varav Edens portar (Gates of Eden) utkom på svenska i Leif Janzons översättning 1999.

## Filmografi, i urval (regi och manus)
- 1984 – Blood Simple
- 1987 – Arizona Junior
- 1990 – Miller's Crossing
- 1991 – Barton Fink
- 1994 – Strebern
- 1996 – Fargo
- 1998 – The Big Lebowski
- 2000 – O Brother, Where Art Thou?
- 2001 – The Man Who Wasn't There
- 2003 – Intolerable Cruelty
- 2004 – The Ladykillers
- 2007 – No Country for Old Men
- 2008 – Burn After Reading
- 2009 – A Serious Man
- 2010 – True Grit
- 2013 – Inside Llewyn Davis
- 2015 – Spionernas bro (endast manus)
- 2016 – Hail, Caesar!
- 2018 – The Ballad of Buster Scruggs